# Aphantochilus rogersi
Aphantochilus rogersi là một loài nhện trong họ Thomisidae.
Loài này thuộc chi Aphantochilus. Aphantochilus rogersi được Octavius Pickard-Cambridge miêu tả năm 1870.